# Друцкое княжество
Дру́цкое кня́жество — удел Полоцкого княжества в XII—XIV вв. и Великого княжества Литовского в XIV—XVI вв., располагавшийся в верхнем течении реки Друть, правого притока Днепра. Столица — Друцк.

## История
Друцкое княжество образовалось после смерти в 1101 году полоцкого князя из рода Рюриковичей Всеслава Брячиславича и досталось одному из его сыновей. Поскольку позже Друцким княжеством владели потомки Рогволода-Бориса Всеславича, то по устоявшемуся мнению именно Рогволод получил этот удел. В 1127 году Рогволод стал полоцким князем, а в Друцке, скорее всего, княжил его сын Рогволод. В 1129 году он вместе с другими полоцкими князьями был выслан великим князем Мстиславом Владимировичем в Византию, но в 1140 году вернулся и получил обратно свой удел. В 1144 году он стал князем полоцким, в Друцке вероятно правил его сын Глеб. В 1151 году Рогволод в результате восстания полочан попал в плен к минскому князю Ростиславу Глебовичу, посадившему в Друцке своего сына Глеба. В 1158 году друцкое вече прогнало князя Глеба Ростилавича и избрало князем Рогволода Борисовича. В ответ на это на Друцк напали минский и полоцкий князья, но в 1159 году Рогволод снова получает Полоцк, а в 1162 году окончательно уходит в Друцк. С тех пор сведения о правителях Друцка становятся очень скудными.
В отличие от многих соседних удельных княжеств, Друцкое по-прежнему существовало. Рогволод умер после 1171 года. В 1180 году в Друцке княжил его сын Глеб, а в 1196 году — Борис Всеславич (скорее всего внук Рогволода). Л. Войтович считает, что Борис Всеславич правил в 1215—1222 годах в Полоцке и отождествляет его с князем Борисом Давыдовичем, упомянутым Татищевым под 1217 годом в «Повести о Святохне». Но в источниках после 1196 года сведения о князьях друцких из источников исчезают. В конце XIII века княжество находилось под влиянием Минска, а в начале XIV века — Витебска.
Некоторые исследователи считают поздних князей Друцких потомками князя Рогволода Всеславича, но наиболее авторитетные источники свидетельствуют об их происхождении от Романа Даниловича Новогрудского, сына короля Даниила Галицкого.
В состав Великого княжества Литовского вошло в середине XIV века и было разделено сначала на две части между детьми князя Михаила Романовича Василием и Семёном, а в XV веке — на ещё большее число уделов. Внук Василия Андрей, наследник старшей ветви, погиб в битве на Ворскле в 1399, и Витовт в 1411 передал его владения Виленской епархии. Удельные князья Друцкие ещё владели Друцком в 1508 году, когда князья Василий, Андрей и Богдан Друцкие из старшей ветви бежали из Литвы в Москву на службу к Василию III (от них происходят московские князья Друцкие).
Младшая ветвь разделилась на несколько родов: Друцких-Соколинских, Коноплей-Соколинских (их удел был в Соколино), Друцких-Горских (удел в Горах), Багриновских, Друцких-Озерецких, Друцких-Прихабских, Путятиных, Бабичевых, Друцких-Толочинских (удел в Толочине), Виденицких, Друцких-Любецких (удел в Любче), Друцких-Подберезских.
В XVI веке Друцкое княжество прекратило своё существование. Потомки князей Друцких превратились в обычных землевладельцев, хотя и продолжали носить княжеский титул. После административно-территориальной реформы Великого княжества Литовского в 1564—1565 территория бывшего Друцкого княжества была отнесена к Оршанскому повету Витебского воеводства.

## Князья друцкие
- 1101—1127: Рогволод (Борис) Всеславич (ум. 1128)
- 1127—1129: Рогволод Борисович (ум. после 1171), сын предыдущего, находился в Византии в 1129—1140
- 1129—1140: ? (возможно, князья полоцкие Изяслав Мстиславич, Святополк Мстиславич и Василько Святославич)
- 1140—1144: Рогволод Борисович (вторично)
- 1144—1151: Глеб Рогволодович, сын предыдущего
- 1151—1158: Глеб Ростиславич (ум. до 1163), сын полоцкого князя Ростислава Глебовича
- 1158—1159: Рогволод Борисович (третий раз)
- 1159—1162: ? (возможно, Глеб Рогволодович)
- 1162 — после 1171: Рогволод Борисович (четвёртый раз)
- после 1171 — после 1180: Глеб Рогволодович (второй раз)
- 1180-е - не ранее 1196: Борис Рогволодович (по версии Татищева, ум. после 1217 г.[5])
- 1190-е: Борис Всеславич (ум. после 1196), возможно, сын Всеслава Рогволодовича и племянник предыдущего
- 1300-е: Михаил Романович, возможно, сын Романа Даниловича Новогрудского, родоначальник князей Друцких